# Len Barry
Len Barry nacido como Leonard Borisoff (Filadelfia, 12 de junio de 1942 - Ibidem., 5 de noviembre de 2020) fue un vocalista, compositor y productor de discos estadounidense.

## Carrera
Nació el 12 de junio de 1942 y se crio en Filadelfia, Pensilvania. Barry pensaba poco en una carrera en el mundo del espectáculo cuando aún estaba en la escuela. En cambio, aspiraba a convertirse en un jugador de baloncesto profesional después de su graduación. No fue hasta que entró en el servicio militar y tuvo la oportunidad de cantar con la banda de la Guardia Costera de los Estados Unidos en Cape May, Nueva Jersey y se sintió tan animado por la respuesta de su público militar, que decidió hacer de la música una carrera.
Tras su licenciamiento del servicio militar, Barry regresó a su hogar en Filadelfia y formó los Dovells. Barry fue el cantante principal, que aparece en todos los mejores registros de venta del grupo, tales como "Bristol Stomp", "Hully Gully bebé", y "You can't sit down", entre otros. "Bristol Stomp" vendió más de un millón de copias y recibió un disco de oro de la RIAA. Como Dovell, también estuvo de gira con James Brown. Barry también hizo apariciones cinematográficas con los Dovells en películas como Don't Knock the Twist, realizó una gira por el Reino Unido con la Motown Revue. Barry también tuvo apariciones especiales en la televisión estadounidense en Bandstand y más tarde en American Bandstand , Shindig y Hullabaloo. Poco después de dejar el grupo, Barry grabó su primer sencillo en solitario "Lip Sync".
Como alguien que cantaba rhythm and blues, grabó éxitos en 1965 y 1966 para Decca Records en los Estados Unidos y editados por Brunswick Records: "1-2-3", "Like a Baby" y "I Struck It Rich", una canción que escribió con Leon Huff de los productores de Philadelphia International Records, Gamble and Huff.
Sus dos primeros éxitos también llegaron al Top 10 de la lista de sencillos del Reino Unido. "1-2-3" alcanzó el número tres. Esas canciones también alcanzó el número 2 y 27 del Billboard Hot 100 en su país natal. "1-2-3" vendió más de cuatro millones de copias y le dio a Barry su segundo disco de oro RIAA y una nominación al premio Grammy por Interpretación Vocal Masculina de Rock & Roll Contemporáneo. Tanto "1-2-3" como "Like a Baby" fueron compuestos por Barry, John Madara y David White.
Ha actuado en el Teatro Apollo de Nueva York; el Teatro Howard en Washington D. C.; El Regal Chicago en Chicago, El Fox Theatre en Detroit y The Uptown en Filadelfia. También realizó una gira con Sam Cooke, The Motown Revue en el Reino Unido y apareció en Top of the Pops.
Se convirtió en una de las principales estrellas del canto en el Reino Unido. Los aspectos más destacados de su gira europea incluyeron actuaciones destacadas en el London Palladium y el Royal Albert Hall, así como numerosas apariciones en Inglaterra, Irlanda del norte, Escocia y Gales.
El respeto de Barry por la cultura nativa americana lo llevó a escribir y producir el instrumental " Keem-O-Sabe". La canción llegó al número 16 en el Billboard Hot 100 en 1969 para The Electric Indian.
También hizo trabajos de escritura y producción con WMOT Productions. Con Bobby Eli ayudó a escribir los sencillos "Zoom" para "Fat Larry's Band"  y "Love Town" para Booker Newberry III.
En mayo de 2008, Barry se reinventó a sí mismo como autor con la publicación de la novela Black-Like-Me. La historia involucró a un par de hermanos caucásicos que crecieron en un vecindario mayoritariamente afroamericano, aceptados por algunos, rechazados por otros..
En 2011, Barry apareció en la serie My Music: Rock, Pop & Doo Wop de PBS.
El 25 de junio de 2019, The New York Times Magazine incluyó a Len Barry entre los cientos de artistas cuyo material, según los informes, fue destruido en el incendio de Universal de 2008.
Len Barry murió el 5 de noviembre de 2020 en el Hospital Nazareth de Filadelfia. La causa fue mielodisplasia o cáncer de médula ósea.

## Discografía

### Álbumes
- 1-2-3 (1965) - Decca Records
- Mi clase de alma (1967) - RCA Records
- Altibajos (1972) - Buddah Records
- Más de 123 Man (1982) - Bulldog[13]

### Individual

#### Como cantante principal de The Dovells
| Año  | Soltero                  | Posición del gráfico | Posición del gráfico |
| Año  | Soltero                  | NOS                  | AU                   |
| ---- | ------------------------ | -------------------- | -------------------- |
| 1961 | " Bristol Stomp "        | 2                    | 70                   |
| 1962 | "El nuevo continental"   | 37                   | -                    |
| 1962 | "Bristol Twisting Annie" | 27                   | -                    |
| 1962 | " Hully Gully Baby "     | 25                   | -                    |
| 1963 | " No puedes sentarte "   | 3                    | -                    |

#### Como solista
| Año  | Canción (cara A, cara B) Both sides from same album except where indicated | Posición | Posición | Posición | Posición | Album                            |
| Año  | Canción (cara A, cara B) Both sides from same album except where indicated | US       | UK       | AU       | Can      | Album                            |
| ---- | -------------------------------------------------------------------------- | -------- | -------- | -------- | -------- | -------------------------------- |
| 1964 | "Don't Come Back" b/w "Jim Dandy"                                          | -        | -        | -        | -        | Len Barry Sings with the Dovells |
| 1964 | "Hearts Are Trump" b/w "Little White House" Original release on Cameo      | -        | -        | -        | -        | Len Barry Sings with the Dovells |
| 1964 | "Let's Do It Again" b/w "Happy Days"                                       | -        | -        | -        | -        | Non-album singles                |
| 1965 | "Lip Sync" b/w "At the Hop '65"                                            | 84       | -        | -        | -        | 1-2-3                            |
| 1965 | "1-2-3" b/w "Bullseye"                                                     | 2        | 3        | 7        | 3        | 1-2-3                            |
| 1966 | "Like a Baby" b/w "Happiness (Is a Girl Like You)"                         | 27       | 10       | 31       | -        | 1-2-3                            |
| 1966 | "Hearts Are Trump" b/w "Little White House" Second release on Parkway      | -        | -        | -        | -        | Len Barry Sings with the Dovells |
| 1966 | "Somewhere" b/w "It's a Crying Shame"                                      | 26       | -        | 52       | 28       | Non-album singles                |
| 1966 | "It's That Time of The Year" b/w "Happily Ever After"                      | 91       | -        | 82       | 84       | Non-album singles                |
| 1966 | "I Struck It Rich" b/w "Love Is"                                           | 98       | -        | -        | -        | Non-album singles                |
| 1966 | "You Baby" b/w "Would I Love You"                                          | -        | -        | -        | -        | 1-2-3                            |
| 1967 | "The Moving Finger Writes" b/w "Our Love"                                  | 124      | -        | -        | -        | My Kind of Soul                  |
| 1967 | "All Those Memories" b/w "Rainy Side of the Street" (from My Kind of Soul) | -        | -        | -        | -        | Non-album singles                |
| 1967 | "Come Rain or Shine" b/w "The ABC'S of Love"                               | -        | -        | -        | -        | Non-album singles                |
| 1968 | "Sweet and Funky" b/w "I Like the Way"                                     | -        | -        | -        | -        | Non-album singles                |
| 1968 | "456 (Now I'm Alone)" b/w "Funky Night"                                    | -        | -        | -        | -        | Non-album singles                |
| 1968 | "Christopher Columbus" b/w "You're My Picasso Baby"                        | -        | -        | -        | -        | Non-album singles                |
| 1968 | "A Child Is Born" b/w "Wouldn't It Be Beautiful"                           | -        | -        | -        | -        | Non-album singles                |
| 1969 | "Put Out the Fire" b/w "Spread It On Like Butter"                          | -        | -        | -        | -        | Non-album singles                |
| 1969 | "Keem-O-Sabe" b/w "This Old World"                                         | -        | -        | -        | -        | Non-album singles                |
| 1970 | "Bob and Carol and Ted and Alice" b/w "In My Present State of Mind"        | -        | -        | -        | -        | Non-album singles                |
| 1972 | "Diggin' Life" b/w "Just the Two of Us"                                    | -        | -        | -        | -        | Ups and Downs                    |
| 1972 | "1-2-3" b/w "You Baby" Chart reentry in UK                                 | -        | 52       | -        | -        | 1-2-3                            |
| 1973 | "Heaven + Earth" b/w "I'm Marching to the Music"                           | -        | -        | -        | -        | Non-album singles                |
| 2006 | "I'm in Love" b/w "Love Love Love"                                         | -        | -        | -        |          | Non-album singles                |